# Arvydas Anušauskas
Arvydas Anušauskas, né le 29 septembre 1963 à Vilnius, est un homme politique lituanien, membre de l'Union de la patrie - Chrétiens-démocrates lituaniens (TS-LKD).
De 2020 à 2024, il est ministre de la Défense dans le gouvernement Šimonytė.

## Décorations
- Ordre de la Croix de Terra Mariana de 4e classe (2013)
- Chevalier de l'ordre du Mérite de Lituanie (2018)